# Amfibolia
Amfibolia (gr. ἀμφιβολία – atak z dwóch stron), amfibologia (gr. „dwuznaczność” z amphibállein „rozrzucać, wątpić” od amphí „z obu stron” i bállein „rzucać, ciskać”) – błąd logiczny, wypowiedź wieloznaczna (tzw. wieloznaczność kontekstu). Inna nazwa tego błędu to „wieloznaczność składniowa”. Amfibolia to wypowiedź, która może być rozumiana na co najmniej dwa sposoby, powstająca na skutek wady składni. Na przykład:
Tabliczka: Stały nadzór kamer.
Nie wiadomo, czy kamery nadzorują, czy są nadzorowane.
Zaginął piesek z zakręconym ogonkiem, do którego była bardzo przywiązana jego właścicielka.
Ze składni zdania wynikać może, że właścicielka była przywiązana do ogonka, choć chodzi o przywiązanie do psa.
Poszukiwanie źródeł zakazu zabijania może wytłumaczyć, na czym polega jego zło.
Słowo „jego” odnosić się może w tym zdaniu do „poszukiwania”, „zakazu” oraz zabijania – powinno zaś jednoznacznie odnosić się do słowa „zabijanie”.
Amfibologia bywa stosowana rozmyślnie w wypowiedziach literackich, np.:

AUTOR: Poważny pielgrzym, mimo szron i błoto,
Idzie i wzdycha piechotą...
CHÓR: Musiał się wybrać wcześnie, przed mrozami,
Bo byłby wzdychał saniami...

Amfibolię należy odróżnić od ekwiwokacji.